# Liste de ponts d'Andorre
Cette liste de ponts d'Andorre a pour vocation de présenter une liste de ponts remarquables d'Andorre, tant par leurs caractéristiques dimensionnelles, que par leur intérêt architectural ou historique.

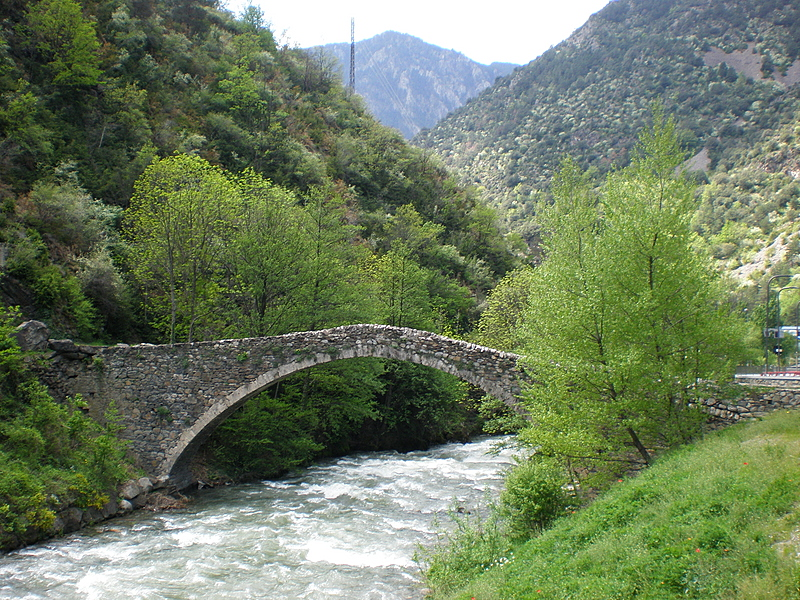
Le pont médiéval de la Margineda sur la Valira.

Elle est présentée sous forme de tableaux récapitulant les caractéristiques des différents ouvrages proposés, et peut être triée selon les diverses entrées pour extraire ainsi un type de pont particulier ou les ouvrages les plus récents par exemple. La seconde colonne donne le classement ordinal de l'ouvrage en fonction de sa longueur, les valeurs des colonnes Portée et Long. (longueur) sont exprimées en mètres et enfin la colonne Date contient la date de mise en service de chaque pont.

## Ponts présentant un intérêt historique ou architectural
|        |    | Nom                              | Distinction                                     | Long. | Type                                                          | Voie portée Voie franchie                          | Date          | Localisation                                                            | Paroisse                               | Ref.            |
| ------ | -- | -------------------------------- | ----------------------------------------------- | ----- | ------------------------------------------------------------- | -------------------------------------------------- | ------------- | ----------------------------------------------------------------------- | -------------------------------------- | --------------- |
| texte= | 1  | Pont de la Margineda             | Monument d'intérêt culturel Date: 2003 - Id:64  | 33    | Maçonnerie 1 arche segmentaire, dos d'âne                     | Pont piétonnier Valira                             | XIIe siècle   | La Margineda 42° 29′ 03,1″ N, 1° 29′ 31,2″ E                            | Andorre-la-Vieille Sant Julià de Lòria | [ P 1 ] [ A 1 ] |
| texte= | 2  | Pont dels Escalls                | Monument d'intérêt culturel Date: 2003 - Id:76  |       | Maçonnerie 1 arche                                            | Pont piétonnier Valira du nord                     | XIIIe siècle  | Escaldes-Engordany 42° 30′ 48″ N, 1° 32′ 05,3″ E                        | Escaldes-Engordany                     | [ P 2 ]         |
| texte= | 3  | Pont de Sant Antoni de la Grella | Monument d'intérêt culturel Date: 2003 - Id:61  | 21    | Maçonnerie 1 arche ogivale, dos d'âne                         | Pont piétonnier Valira du nord                     |               | Anyós - Sispony 42° 31′ 31,5″ N, 1° 31′ 15,6″ E                         | La Massana                             | [ P 3 ] [ A 2 ] |
| texte= | 4  | Pont d'Ordino                    |                                                 |       | Maçonnerie 1 arche segmentaire, dos d'âne                     | Pont piétonnier Valira du nord                     |               | El Serrat - Llorts 42° 36′ 24,5″ N, 1° 32′ 13,7″ E                      | Ordino                                 | [ A 3 ]         |
| texte= | 5  | Pont d'Engordany                 | Monument d'intérêt culturel Date: 2003 - Id:77  |       | Maçonnerie 1 arche plein cintre                               | Pont piétonnier Carrer d'Engordany Valira d'orient | 1785          | Escaldes-Engordany 42° 30′ 33″ N, 1° 32′ 33,5″ E                        | Escaldes-Engordany                     | [ P 4 ]         |
| texte= | 6  | Pont Pla                         | Monument d'intérêt culturel Date: 2003 - Id:78  | 12    | Maçonnerie 1 arche segmentaire                                | Pont piétonnier Valira du nord                     | XVIIIe siècle | Andorre-la-Vieille - Escaldes-Engordany 42° 31′ 02,7″ N, 1° 31′ 34,7″ E | Andorre-la-Vieille Escaldes-Engordany  | [ P 5 ]         |
| texte= | 7  | Pont de la Tosca                 | Monument d'intérêt culturel Date: 2003 - Id:75  |       | Maçonnerie 1 arche plein cintre, granit                       | Camí d'Engolasters Riu Madriu                      | 1820          | Escaldes-Engordany 42° 30′ 33,4″ N, 1° 32′ 43,8″ E                      | Escaldes-Engordany                     | [ P 6 ]         |
| texte= | 8  | Pont de Sassanat                 | Monument d'intérêt culturel Date: 2004 - Id:111 |       | Maçonnerie 1 arche segmentaire, granit                        | Riu Madriu                                         | 1944          | Escaldes-Engordany 42° 30′ 02,8″ N, 1° 33′ 14,9″ E                      | Escaldes-Engordany                     | [ P 7 ]         |
| texte= | 9  | Pont nou de la Margineda         | Monument d'intérêt culturel Date: 2004 - Id:105 |       | Maçonnerie 1 arche segmentaire, granit                        | Carrer dels Emprius Valira                         | XXe siècle    | La Margineda 42° 29′ 00,5″ N, 1° 29′ 24,8″ E                            | Andorre-la-Vieille Sant Julià de Lòria | [ P 8 ]         |
| texte= | 10 | Pont d'Anyós                     | Monument d'intérêt culturel Date: 2004 - Id:92  |       | Maçonnerie 1 arche plein cintre, granit                       | Valira du nord                                     | 1952          | Anyós - Sispony 42° 32′ 05,7″ N, 1° 31′ 18,5″ E                         | La Massana                             | [ P 9 ]         |
|        | 11 | Pont de Paris                    |                                                 |       | Haubané Multihaubané, tablier mixte acier/béton, pylône acier | CG-3A Valira                                       | 2006          | Andorre-la-Vieille 42° 30′ 33,2″ N, 1° 31′ 50,1″ E                      | Andorre-la-Vieille                     |                 |